# آدولفو کونسولینی
آدولفو کونسولینی (Adolfo Consolini؛ ۵ ژانویه ۱۹۱۷ – ۲۰ دسامبر ۱۹۶۹) یک پرتابگر دیسک ایتالیایی بود. او در مسابقه‌های المپیک ۱۹۴۸، ۱۹۵۲، ۱۹۵۶ و ۱۹۶۰ شرکت کرد و به ترتیب رتبه‌های نخست، دوم، ششم، و هفده ام را بدست آورد. او در ۱۹۴۸ مدال طلا دریافت کرد و رکورد المپیک را به ۵۲٫۷۸ متر رساند. او سه عنوان اروپایی و ۱۵ عنوان ملی در سال‌های ۱۹۴۶، ۱۹۵۰ و ۱۹۵۴ بدست آورد.
کونسولینی پس از المپیک ۱۹۶۰ دیگر در المپیک شرکت نکرد و تنها در بازی‌های ملی شرکت کرد تا به ۵۲ سالگی رسید. او ازدواج کرد و صاحب یک فرزند شد و بقیهٔ عمر در پیرلی مشغول به کار شد. او در ۵۲ سالگی در اثر التهاب کبدی درگذشت.